# Dolichorrhiza persica
Dolichorrhiza persica là một loài thực vật có hoa trong họ Cúc. Loài này được (Boiss.) B.Nord. mô tả khoa học đầu tiên năm 1989.